# 卡米努里亞克湖
63°56′N 95°43′W / 63.933°N 95.717°W
卡米努里亞克湖是加拿大的湖泊，位於該國北部，處於哈德森灣以西150公里，由努納武特基瓦里奇地區負責管轄，海拔高度92米，面積548平方公里。

## 外部連結
- Map of Qamanirjuaq Lake and Qamanirjuaq caribou herd range